# Moses Kiptanui
Moses Kiptanui (ur. 1 października 1970 w Elegeyo) – kenijski długodystansowiec, jeden z najbardziej utytułowanych przeszkodowców w historii tej specjalności. Jako pierwszy zawodnik złamał w biegu na 3000 m z przeszkodami barierę 8 minut.
Wicemistrz olimpijski w biegu na 3000 m z przeszkodami (Atlanta 1996). Trzykrotny mistrz świata (Tokio 1991, Stuttgart 1993, Göteborg 1995) oraz wicemistrz świata (Ateny 1997) w tej konkurencji. 4-krotny rekordzista świata w biegach na 3000 m z przeszkodami (8:02.08 w 1992 i 7:59.18 w 1995), 3000 m (7:28.96 w 1992) i 5000 m (12:55.30 w 1995).
Poza tymi sukcesami, Kenijczyk zdobył też złoty medal igrzysk afrykańskich w Kairze.